# Ворвулєв Володимир Миколайович
Володи́мир Микола́йович Во́рвулєв (нар. 15 березня 1949, Мінськ) — український хоровий диригент. Головний хормейстер Національної оперети України у 1991—2014 роках. Заслужений діяч мистецтв України (2005). Син Народного артиста СРСР Миколи Ворвулєва.

## Життєпис
1972 — закінчив Київську консерваторію (клас В. А. Колесника, П. І. Муравського).
1972—1975 — хормейстер Київського театру опери та балету ім. Т. Шевченка.
1975—1980 — керівник ансамблю Чорноморського морського пароплавства в Одесі.
1980—1983 — артист Державної заслуженої академічної хорової капели України «Думка» у Києві.
1983—1986 — хормейстер Хорової капели України ім. Л. Ревуцького.
1986—1989 — хормейстер Державного дитячого музичного театру у Києві.
1989—1991 — хормейстер, 1991—2014 — головний хормейстер Національної оперети України.

## Фестивалі
1978 року Володимир Ворвулєв був учасником Фестивалю молоді та студентів на Кубі, а у 1985 році виступив на Фестивалі молоді у Москві.

## Вистави
- «Майська ніч» М. Лисенка
- «Сільва», «Маріца», «Голландочка» І. Кальмана
- «Кажан», «Ніч у Венеції», «Циганський барон» Й. Штрауса
- «Поргі і Бесс» Дж. Гершвіна